# 캐머론 웨스트
카메론 웨스트(Cameron West)는 심리학 박사이다. 저서 '1 인칭 복수형 : 다중인격으로서의 나의 삶'(First Person Plural: My Life As A Multiple)은 카메론 웨스트(Cameron West)가 쓴 심리학 관련 자서전으로, 어린 시절의 성적 학대의 결과로 인해 야기된 해리성 정체성 장애(DID)를 기술했다. 그의 저서에서 카메론 웨스트는 그의 진단, 치료 및 개인적인 경험을 설명하고 있다.

## 같이 보기
- 해리성 장애